# Maximilian August von Schmieden
Maximilian August von Schmieden (* 11. März 1817 in Le Quesnois; † 24. September 1893 in Niederlößnitz) war ein sächsischer Generalmajor.

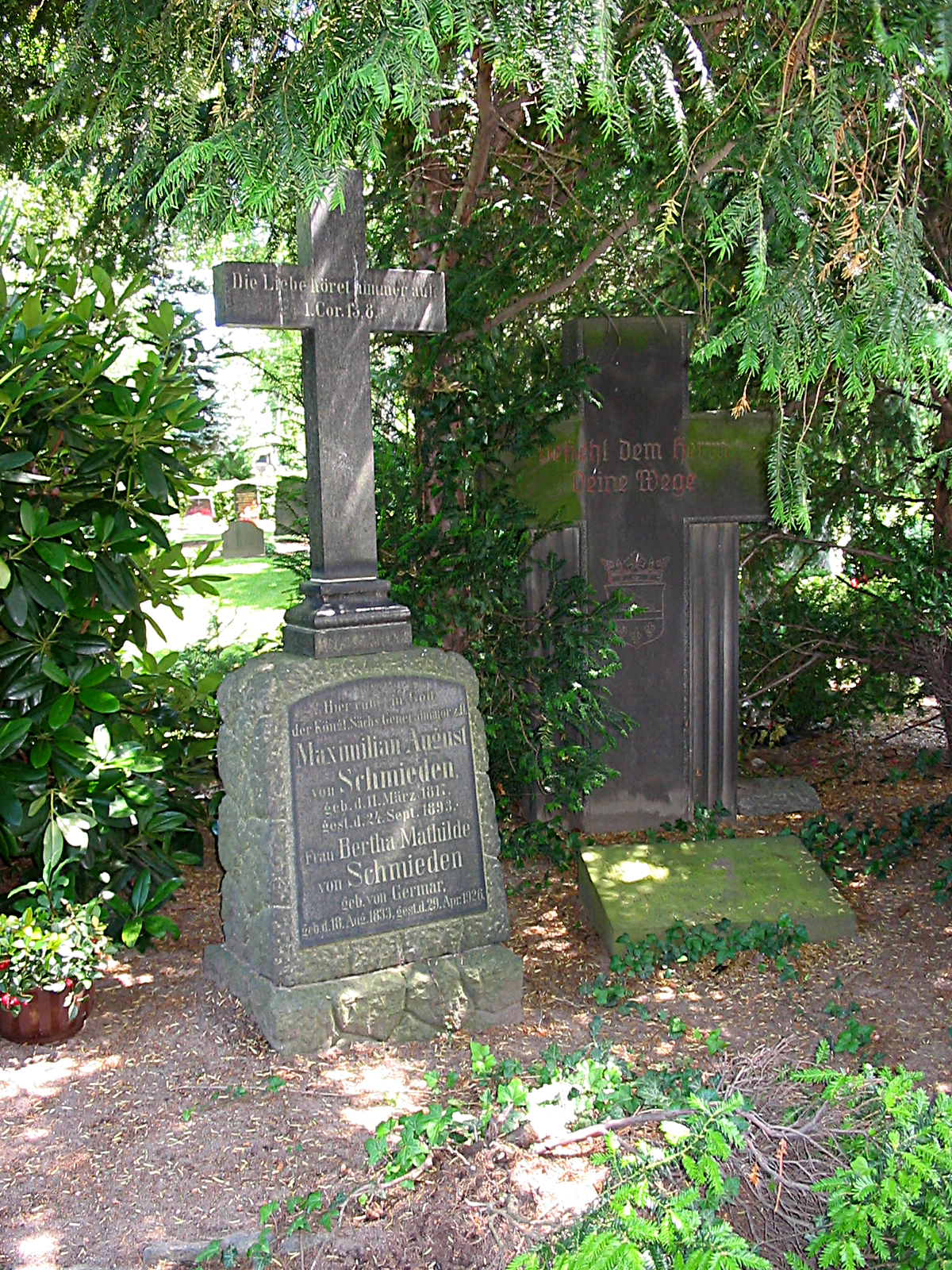
Grabstätte der Familie von Schmieden

## Leben
Er gehörte dem aus der Oberlausitz stammenden Adelsgeschlecht von Schmieden an.
Schmieden trat in die Sächsische Armee ein und war als Major im Juni 1866 Kommandeur des 13. Infanterie-Bataillons. Vom 1. April 1867 bis 18. Mai 1869 war er als Oberst Kommandeur des 6. Infanterie-Regiments. Mit der Demission erhielt er die Ernennung zum Generalmajor.
Er setzte sich in der Niederlößnitz vor den Toren von Dresden zur Ruhe, wo er 1869 in der Winzerstraße 48 (Katasternummer 87, Anwesen von Haus Clauß) wohnte und sich 1872 schräg gegenüber auf der Südseite der Straße ein heute denkmalgeschütztes Landhaus (Winzerstraße 43) errichten ließ. Schmieden wurde, ebenso wie später seine Ehefrau und auch sein Sohn, auf dem Neuen Friedhof von Kötzschenbroda beerdigt.
Schmieden hatte im Mai 1859 in Kötzschenbroda Berta Mathilde von Germar (1833–1926), die Tochter von Kurt Ewald von Germar (1793–1875), geheiratet, mit der er den gemeinsamen Sohn August von Schmieden (1860–1939) hatte. Dieser wurde ebenfalls Soldat, zuletzt Generalleutnant.